# Риба скарида
Рибите скариди (Aeoliscus strigatus) са вид актиноптери от семейство Centriscidae.
Те са недостатъчно проучен вид.
Таксонът е описан за пръв път от Алберт Гюнтер през 1861 година.